# 拉林农场
拉林农场是中华人民共和国吉林省松原市扶余市下辖的一个类似乡级单位。

## 行政区划
下辖以下地区：
拉林农场虚拟生活区。